# Tournoi des Cinq Nations 1958
Navigation
Tournoi 1957 Tournoi 1959
Le Tournoi des Cinq Nations 1958, disputé du 11 janvier au 19 avril 1958, voit la victoire de l'Angleterre. N'ayant perdu aucune confrontation — deux victoires et deux matchs nuls —, elle réalise un Petit Chelem rendu particulier par ces deux matchs nuls.

## Classement
| Rang | Nation         | J | V | N | D | PP | PC | Δ   | Pts |
| ---- | -------------- | - | - | - | - | -- | -- | --- | --- |
| 1    | Angleterre (T) | 4 | 2 | 2 | 0 | 26 | 6  | +20 | 6   |
| 2    | Pays de Galles | 4 | 2 | 1 | 1 | 26 | 28 | -2  | 5   |
| 3    | France         | 4 | 2 | 0 | 2 | 36 | 37 | -1  | 4   |
| 4    | Écosse         | 4 | 1 | 1 | 2 | 23 | 32 | -9  | 3   |
| 5    | Irlande        | 4 | 1 | 0 | 3 | 24 | 32 | -8  | 2   |

- Légende :
J matchs joués, V victoires, N matchs nuls, D défaites
PP points marqués, PC points encaissés, Δ différence de points PP-PC
Pts points de classement (2 points pour une victoire, 1 en cas de match nul, rien pour une défaite)
T Tenante du titre 1957.
- Bien que troisième, la France a la meilleure attaque.
- Vainqueur, l'Angleterre a la meilleure défense et la plus grande différence de points.

## Résultats
Les dix matchs se jouent le samedi sur huit dates et dans cinq stades :
| Édimbourg, 11 janvier 1958 | Écosse         | 11 - 9  | France         |
| Londres, 18 janvier 1958   | Angleterre     | 03 - 3  | Pays de Galles |
| Cardiff, 1er février 1958  | Pays de Galles | 08 - 3  | Écosse         |
| Londres, 8 février 1958    | Angleterre     | 06 - 0  | Irlande        |
| Colombes, 1er mars 1958    | France         | 00 - 14 | Angleterre     |
| Dublin, 1er mars 1958      | Irlande        | 12 - 6  | Écosse         |
| Dublin, 15 mars 1958       | Irlande        | 06 - 9  | Pays de Galles |
| Édimbourg, 15 mars 1958    | Écosse         | 03 - 3  | Angleterre     |
| Cardiff, 29 mars 1958      | Pays de Galles | 06 - 16 | France         |
| Colombes, 19 avril 1958    | France         | 11 - 6  | Irlande        |

## Les matchs de la France
Toutes les parties ont lieu le samedi.
Feuilles de match des quatre rencontres de la France :

### Écosse - France
C'est le premier match du Tournoi à être diffusé à la télévision française depuis les îles britanniques.
| Samedi 11 janvier 1958 Temps frais et ensoleillé. | Écosse Capitaine : Arthur Smith                                                                  | 11 - 9 (8 - 3) | France Capitaine : Michel Celaya           | Murrayfield Stadium, Édimbourg Pelouse excellente 50 000 spectateurs Arbitre : Leslie Boundy |
| Samedi 11 janvier 1958 Temps frais et ensoleillé. | Essai(s) : 2 Stevenson, Hastie (en) Transformation(s) : 1 Chisholm (en) Pénalité(s) : 1 Chisholm |                | Essai(s) : 1 Dupuy Pénalité(s) : 2 Vannier | Murrayfield Stadium, Édimbourg Pelouse excellente 50 000 spectateurs Arbitre : Leslie Boundy |
| Samedi 11 janvier 1958 Temps frais et ensoleillé. |                                                                                                  |                |                                            | Murrayfield Stadium, Édimbourg Pelouse excellente 50 000 spectateurs Arbitre : Leslie Boundy |

### France - Angleterre
| 1er mars 1958 Temps ensoleillé. | France Capitaine : Michel Celaya | 0 - 14 (0 - 11)                                                                                 | Angleterre Capitaine : Eric Evans | Stade Yves-du-Manoir, Colombes Bon terrain 33 254 spectateurs Arbitre : Jack Evans |
| 1er mars 1958 Temps ensoleillé. |                                  | Essai(s) : 3 Thompson (2), Jackson Transformation(s) : 1 Hastings (en) Pénalité(s) : 1 Hastings |                                   | Stade Yves-du-Manoir, Colombes Bon terrain 33 254 spectateurs Arbitre : Jack Evans |
| 1er mars 1958 Temps ensoleillé. |                                  |                                                                                                 |                                   | Stade Yves-du-Manoir, Colombes Bon terrain 33 254 spectateurs Arbitre : Jack Evans |

### Pays de Galles - France
| 29 mars 1958 Temps couvert. | Pays de Galles Capitaine : Clem Thomas                | 6 - 16 (3 - 3) | France Capitaine : Michel Celaya                                              | Arms Park, Cardiff Bon terrain 60 000 spectateurs Arbitre : Alexander Dickie |
| 29 mars 1958 Temps couvert. | Essai(s) : 1 Collins (en) Pénalité(s) : 1 Davies (en) |                | Essai(s) : 2 Danos, Tarricq Transformation(s) : 2 Labazuy Drop(s) : 2 Vannier | Arms Park, Cardiff Bon terrain 60 000 spectateurs Arbitre : Alexander Dickie |
| 29 mars 1958 Temps couvert. |                                                       |                |                                                                               | Arms Park, Cardiff Bon terrain 60 000 spectateurs Arbitre : Alexander Dickie |

### France - Irlande
| 19 avril 1958 Beau temps. | France Capitaine : Maurice Prat                                                              | 11 - 6 (3 - 3) | Irlande Capitaine : Noel Henderson | Stade Yves-du-Manoir, Colombes Terrain excellent 25 043 spectateurs Arbitre : Norman Parkes |
| 19 avril 1958 Beau temps. | Essai(s) : 1 Danos Transformation(s) : 1 Labazuy Pénalité(s) : 1 Labazuy Drop(s) : 1 Vannier |                | Pénalité(s) : 2 Henderson          | Stade Yves-du-Manoir, Colombes Terrain excellent 25 043 spectateurs Arbitre : Norman Parkes |
| 19 avril 1958 Beau temps. |                                                                                              |                |                                    | Stade Yves-du-Manoir, Colombes Terrain excellent 25 043 spectateurs Arbitre : Norman Parkes |